# جورج دبليو. وات
جورج دبليو. وات (بالإنجليزية: George W. Watt)‏ هو كيميائي أمريكي، ولد في 8 يناير 1911، وتوفي في 29 مارس 1980.